# Stanisław Wojciech Wielgus
Stanisław Wojciech Wielgus (født 23. april 1939) er ærkebiskop emeritus af Warszawa, Polen. Han blev tildelt posten som ærkebiskop af Pave Benedikt 16. d. 6. december 2006. Efter at være blevet indsat d. 5. januar 2007, indgav han sin afskedsbegæring allerede d. 7. januar 2007 – mindre end en time før den officielle indsættelsesceremoni. Hans afsked skyldes en skandale, hvori han beskyldes for at have samarbejdet med Służba Bezpieczeństwa – det hemmelige polske sikkerhedspoliti under det tidligere kommunistiske styre.
Wielgus blev efterfulgt som ærkebiskop af Kazimierz Nycz.